# إستيل تشن
إستيل تشن (بالفرنسية: Estelle Chen)‏ هي عارضة فرنسية، ولدت في 4 مارس 1998 في باريس في فرنسا.

## روابط خارجية
- إستيل تشن على موقع دليل عارضات الأزياء (الإنجليزية)